# Fredda Hammar

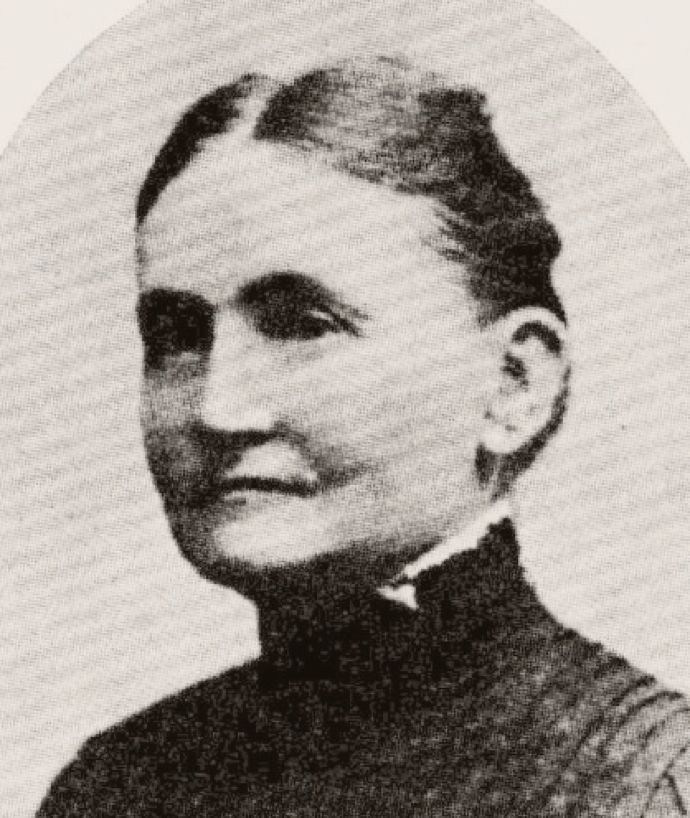

Magdalena Fredrika (Fredda) Henrietta Hammar (* 28. April 1847 in Ölserud (heute Gemeinde Säffle), Värmlands län, Schweden; † 25. Dezember 1927 in Stockholm) war eine schwedische Lehrerin und Missionarin.
Fredda Hammar war die älteste von neun Geschwistern. Ihre Eltern, der Gutsbesitzer Petter Hammar und die Lehrerin Anna Pettersson, legten Wert auf eine sorgfältige Erziehung. Ihre Schwester Anna besuchte das Gymnasium in Vänersborg und wurde die zweite Studentin in Schweden. Fredda wurde zur Sprachausbildung nach Frankreich und England geschickt. Im Haus des reformierten Pastors Théodore Monod in Paris wurde sie entscheidend vom Geist der Gemeinschaftsbewegung geprägt. Nach der Rückkehr nach Schweden arbeitete sie ab 1875 in verschiedenen Häusern in Stockholm als Gouvernante und Sprachlehrerin. 1882 gründete sie eine Mädchenschule in Stockholm, die sie bis 1897 leitete. Daneben engagierte sie sich in der Gemeinschaftsbewegung. Ihre Freundin Anna Roos, die Vorsitzende der Young Women’s Christian Association in Schweden, gewann sie als Herausgeberin der Zeitschrift des YWCA Hemåt. 1894 gründeten beide den Frauenmissionsverein Kvinnliga Missions Arbetare (KMA), der Missionarinnen aussenden, aber auch die Unterstützung der Missionsarbeit im Heimatland organisieren sollte. Hammar wurde die erste Vorsitzende und missionierte ab 1895 selbst unter den Samen in Nordschweden. Weitere Tätigkeitsfelder des Vereins waren unter anderem Indien, China und Nordafrika; in Dänemark, Norwegen, Finnland und Deutschland bildeten sich Tochtervereine. 
Fredda Hammar wurde auf dem Friedhof Norra begravningsplatsen in Solna bestattet.

## Schriften
- Kvinnorna för Kristus. K.M.A:s uppkomst och utveckling. o.O 1915.